# Ulad du Xih
Ulad du Xih (pronunciado [u'lad du'ʃi], en árabe: أولاد أوشيح‎, en lenguas bereberes: ⵡⵍⴰⴷ ⵓⵛⵉⵃ, en francés: Oulad Ouchih) es un municipio marroquí en la región de Tánger-Tetuán-Alhucemas. Desde 1912 hasta 1956 perteneció a la zona norte del Protectorado español de Marruecos.